# Os Miseráveis (2019)
Les Misérables (br/pt: Os Miseráveis) é um filme de drama francês dirigido e co-escrito por Ladj Ly, baseado em seu curta metragem de mesmo nome.
Foi selecionado para competir pela Palma de Ouro no Festival de Cannes de 2019. Em Cannes, o filme ganhou o prêmio do juri dividindo a honraria com Bacurau de Kleber Mendonça Filho e Juliano Dornelles.
A obra recebeu uma indicação ao Oscar de melhor filme estrangeiro na edição de 2020.

## Enredo
O filme começa com imagens da torcida em Paris comemorando a vitória da seleção francesa na Copa do Mundo FIFA 2018 na Avenue des Champs-Élysées, que havia sido percebida e celebrada na França como um momento de irmandade entre pessoas de diferentes classes sociais ou etnias.
Logo depois, Stéphane Ruiz, um policial que se mudou recentemente para Paris e se juntou à brigada anticrime, é designado para trabalhar com o líder do esquadrão Chris e o brigadeiro Gwada de plantão na cidade vizinha de Montfermeil. Chris muitas vezes abusa agressivamente de seu poder em adolescentes, com Gwada complacente com esse abuso; enquanto se sente desconfortável, Stéphane não interfere. Enquanto isso, Issa, um conhecido delinquente juvenil, rouba Johnny, um filhote de leão, de um circo, fazendo com que seu dono Zorro vá até o líder da comunidade local conhecido como "o prefeito" e ameace retornar com armas de fogo se Johnny não for devolvido. Chris e seu esquadrão têm a tarefa de encontrar e recuperar o filhote.
Um dos amigos de Issa tira uma foto de Issa com o filhote e a publica no Instagram, levando Chris a descobrir que Issa é a culpada. Eles o perseguem, capturam e algemam, mas ele afirma que o filhote fugiu. Os amigos de Issa então atacam os três oficiais, jogando coisas neles para impedi-los de levar Issa. Quando Issa tenta fugir, Gwada, acidentalmente usando gás lacrimogêneo durante a perseguição, atira no rosto dele com uma bola de flash. Os amigos de Issa se dispersam, mas o esquadrão percebe que foram filmados por um drone, que escapa. Enquanto Stéphane quer levar Issa gravemente ferido para um hospital, Chris e Gwada se recusam e, em vez disso, o trio o leva com eles em busca do dono do drone.
O trio chega a um contato do bairro local de Chris, deixando Issa sob seus cuidados e usando as informações dadas a eles por esse contato para encontrar Buzz, o adolescente ao qual o drone pertence, forçando-o a fugir antes que ele possa enviar o vídeo. Buzz, que ainda carrega o cartão de memória do drone, escapa do esquadrão e se abriga com Salah, dono de um restaurante e membro-chave da comunidade islâmica local. Tanto o esquadrão quanto o prefeito, ao saberem, chegam ao restaurante de Salah. Após um confronto tenso durante o qual Chris tenta prender Buzz ilegalmente, Ruiz convence Salah a lhe dar o cartão de memória, alegando que o tiro de Issa foi apenas um acidente.
Depois de recuperar Issa e o filhote (que por acaso foi visto perto deles), o esquadrão leva os dois ao circo. Embora Issa seja obrigado a se desculpar, Zorro tenta trancá-lo, assim como o filhote, dentro de uma gaiola com um leão adulto, assustando Issa a se molhar e quase fazendo Stéphane atirar no leão, até que Issa seja finalmente solta. Decidindo que Issa aprendeu sua lição, Chris o deixa e o avisa para não contar a ninguém o que aconteceu e, se perguntado sobre sua lesão, dizer que ele escorregou e caiu. À noite, os personagens envolvidos no evento daquele dia aparentemente retornam às suas vidas normais, alguns com sinais visíveis de angústia e dúvida. Issa, a quem foi dito anteriormente que seu pai não o queria de volta para casa por causa de seu comportamento, está sentado sozinho em um sofá em ruínas, traumatizado. Mais tarde naquela noite, Ruiz encontra Gwada em um bar e diz a ele que sabe que uma bola de flash não pode ser disparada por acidente e que Gwada, portanto, atirou intencionalmente em Issa. Gwada culpa seu estresse e as crianças por sobrecarregá-lo, e Stéphane, embora não convencido, deixa Gwada com o cartão, dizendo-lhe para "fazer o que você tem que fazer".
No dia seguinte, o esquadrão, em patrulha, é atacado por um pequeno grupo liderado por Issa. Eles os perseguem, caindo na armadilha de Issa e acabando sendo agredidos por um grupo muito maior de adolescentes, deixando-os presos por todos os lados em uma escada e lutando por suas vidas. Chris é ferido quando uma garrafa quebra em seu rosto, e o carro de apoio para o qual Stéphane fala é imediatamente destruído pelos adolescentes, forçando os policiais de apoio a fugir. Eles também atacam o gabinete do prefeito e acabam batendo nele e jogando-o para baixo de um lance de escadas. Stéphane bate na porta mais próxima, implorando por ajuda, que por acaso é a porta do apartamento de Buzz; no entanto, Buzz ainda tranca a porta. Issa acende um coquetel molotov e se prepara para acabar com o esquadrão com ele, levando Stéphane a apontar sua arma para ele e avisá-lo para não fazê-lo. A tela fica preta enquanto Issa e Stéphane tentam decidir o que fazer em seguida, e uma citação de Os Miseráveis de Victor Hugo aparece: "Lembrem-se disso, meus amigos: não existem plantas ruins ou homens ruins. maus cultivadores."

## Elenco
- Damien Bonnard ...Stéphane / Pento
- Alexis Manenti ...Chris
- Djibril Zonga ...Gwada
- Issa Perica ... Issa
- Al-Hassan Ly ...Buzz
- Steve Tientcheu ...The Mayor
- Almamy Kanoute ...Salah
- Jeanne Balibar ...a comissária
- Raymond Lopez ...Zorro
- Omar Soumare ...Macha
- Sana Joachaim ...Bintou
- Lucas Omiri ...Slim